# Beautiful Life
«Beautiful Life» (с англ. — «Красивая жизнь») — сингл шведской группы Ace of Base с альбома The Bridge, выпущенный 20 октября 1995 года. В США он был выпущен первым, а в Европе вторым. Сингл оказался довольно успешным во всем мире, достигнув 15-го места в чарте Billboard Hot 100 и UK Singles Chart в декабре 1995 года. В 2017 году BuzzFeed поместил песню на 51-е место в своём списке «101 величайшая танцевальная песня 90-х».

## Создание
Песня была написана 1 января 1994 года участником группы Юнасом Берггреном, когда тот находился на Канарских островах. В то время песня «The Sign» только что заняла 1-е место в списке Billboard Hot 100, что вдохновило его на написание новой. Он написал её во время позднего рейса домой. Берггрен включил евангельские элементы в песню, на бэк-вокале поёт группа из четырёх женщин.
Юнас Берггрен рассказал:
Я был на Канарских островах в Испании, и в последний вечер я просто услышал песню в своей голове. У меня есть способность слышать три разные мелодии одновременно — это очень полезно при сочинении песен. Мелодия, бас и флейта на хоре, например. Было грустно покидать острова, и это был чудесный вечер с красивым закатом. Это была прекрасная жизнь!
В интервью 2018 года Ульф Экберг рассказал, что Майкл Джексон, встретился с их группой во время выступления с «Beautiful Life» на World Music Awards в Монако и сказал им, что, по его мнению, это была лучшая песня, которую он слышал за столько лет.

## Критика
Ларри Флик из Billboard описал песню как весёлую, невероятно запоминающуюся песенку, которая предаётся танцевальным ритмам, продолжая отражать стиль группы ABBA. Журнал Cash Box заявил, что трек воплощает европейское наследие группы. Майкл Р. Смит из Daily Vault назвал песню техно-жемчужиной.
Нил Страусс из The New York Times прокомментировал, что «Beautiful Life» — это чистое удовольствие, с клавишными и быстрым, щебечущим ритмом, которое заставит большинство слушателей позабыть о том, что 70-е когда-либо заканчивались.
Боб Валишевски из Plugged In сказал, что песня учит быть терпимее, когда наступают трудные времена. Эйстейн Моландер из Romerikes Blad заявил, что с такими песнями, как «Beautiful Life» и «Lucky Love», группа Ace of Base показывает, что они стали достойными наследниками ABBA и Roxette. Джей Ди Консидайн из журнала Spin отметил в статье об альбоме The Bridge, что «настоящий гений Ace of Base заключается не в задорном пении, а в способности заставить меланхолию звучать так чертовски привлекательно. Даже „Beautiful Life“ гасит свой клубный бит душераздирающим минорным хором».

## Рейтинг
Сингл стал успешным во всем мире, достигнув первого места в танцевальном чарте RPM в Канаде и Billboard Hot Dance Club Play в США. В Европе ему удалось подняться в Топ-10 в Дании, Финляндии, Франции и Венгрии, а также на Eurochart Hot 100 и MTV European Top 20, где он занял 9-е и 8-е места. Кроме того, сингл попал в топ-20 хитов в Бельгии, Германии, Ирландии, Шотландии и Великобритании. В последнем случае 28 января 1996 года он достиг 15-й позиции на второй неделе в UK Singles Chart.
За пределами Европы сингл также достиг 3-го места в чарте RPM Singles в Канаде, 11-го места в Австралии, 15-го места в чарте Billboard Hot 100 и 10-го места в чарте Cash Box Pop Singles в США. В Австралии сингл стал золотым, его продажи составили 35 000 копий.

## Видеоклип
Видеоклип на песню было снят британским режиссёром Ричардом Хеслопом, который впоследствии стал режиссёром более позднего клипа группы на песню «Never Gonna Say i’m Sorry». Съёмки проходили на студии YFO в Гётеборге в октябре 1995 года.
Видеоклип включал сгенерированные компьютером мыльные пузыри, которые перемещали группу с места на место. Согласно музыкальному каналу VH1 в США, лейбл группы Arista Records настоял на том, чтобы пузыри были удалены из видео, что привело к несколько странному результату, в котором участники группы смотрели на пузыри, которых не было. В Европе были выпущены обе версии видео. В дополнение к двум альтернативным видео были также созданы ремиксы. Видеоклип был загружен на YouTube в январе 2015 года. К декабрю 2021 года он набрал более 100 миллионов просмотров.

## Трек-лист
| - United Kingdom CD 1 / Australian CD 1. Beautiful Life (Single Version) 2. Beautiful Life (12" Extended Version) 3. Beautiful Life (Junior’s Circuit Bump Mix) - United Kingdom CD 2 1. Beautiful Life (Single Version) 2. Beautiful Life (Vission Lorimer Club Mix) 3. Beautiful Life (Lenny B.'s House of Joy Club Mix) 4. Beautiful Life (Uno Clio Mix) - US maxi single 1. Beautiful Life (Single Version) 2. Beautiful Life (12" Extended Version) 3. Beautiful Life (Junior’s Circuit Bump Mix) 4. Beautiful Life (Vission Lorimer Club Mix) 5. Beautiful Life (Lenny B’s House Of Joy Club Mix) 6. Beautiful Life (Uno Clio Mix) |

## Чарты
| Чарт (1995—1996)                     | Высшая позиция |
| ------------------------------------ | -------------- |
| Австралия (ARIA)                     | 11             |
| Австрия (Ö3 Austria Top 40)          | 24             |
| Бельгия/Фландрия (Ultratop 50)       | 15             |
| Бельгия/Валлония (Ultratop 50)       | 13             |
| Канада (RPM Top Singles)             | 3              |
| Канада (RPM Adult Contemporary)      | 6              |
| Канада (RPM Dance/Urban)             | 1              |
| Дания (IFPI)                         | 8              |
| Европа (European Hot 100 Singles)    | 9              |
| Европа (Eurochart Hot 100)           | 38             |
| Финляндия (Suomen virallinen lista)  | 3              |
| Франция (SNEP)                       | 10             |
| Германия (GfK)                       | 20             |
| Венгрия (Mahasz)                     | 6              |
| Исландия (Íslenski Listinn Topp 40)  | 26             |
| Ирландия (IRMA)                      | 12             |
| Европа, MTV Europe                   | 8              |
| Нидерланды (Dutch Top 40)            | 34             |
| Нидерланды (Single Top 100)          | 27             |
| Новая Зеландия (Recorded Music NZ)   | 44             |
| Шотландия (Official Charts Company)  | 12             |
| Швеция (Sverigetopplistan)           | 22             |
| Швейцария (Schweizer Hitparade)      | 33             |
| Великобритания (OCC UK Singles)      | 15             |
| США (Billboard Hot 100)              | 15             |
| США (Billboard, Top 40 Mainstream)   | 10             |
| США (Billboard, Rhythmic Top 40)     | 18             |
| США (Billboard, Hot Dance Club Play) | 1              |
| США (Cash Box)                       | 10             |

| Чарт (1996)                | Позиция |
| -------------------------- | ------- |
| Австралия (ARIA)           | 65      |
| Канада (Top Singles, RPM)  | 59      |
| Канада (Canada Dance, RPM) | 12      |
| Европа (Eurochart Hot 100) | 67      |
| США (Billboard Hot 100)    | 94      |

| Регион | Сертификация | Продажи |
| --- | ------------ | ------- |
| Австралия (ARIA) | Золотой      | 35 000^ |
| * Данные о продажах приведены только на основе сертификации. ^ Данные о тиражах приведены только на основе сертификации. |              |         |

## Каверы
Инди-группа Jukebox The Ghost записала кавер-версию песни для сборника Guilt by Association Vol. 2, который был выпущен в ноябре 2008 года.
В 2015 году американское танцевально-поп-трио Punch !nc записало версию песни под названием «Heaven (Beautiful Life)». Эта версия достигла шестого места в чарте песен танцевального клуба Billboard.

## Медиа
- Эта песня была включена в саундтрек фильма «Ночь в Роксбери» и была показана в рекламной кампании фильма.
- Песня была представлена филиппинской танцевальной группой The Streetboys, выступившей в варьете на Филиппинах в 1996 году.
- Песня также звучала в фильмах Денниса Дугана «Чак и Ларри: Пожарная свадьба» и «Не шутите с Зоханом».
- Колумбийская латиноамериканская поп-певица Сара Тюнс выпустила свою версию песни с более электронным звучанием, которая имеет ритм хаус-музыки или дабстеп, первоначально включенную в её второй студийный альбом под названием XOXO.
- Песня вошла в саундтрек к российскому сериалу «Ольга» на канале ТНТ.
- Песня фигурирует в эпизоде из оригинального сериала Netflix Everything Sucks!.